# FNNスーパー選挙2009 審判の日
『FNNスーパー選挙2009 審判の日』（エフエヌエヌ スーパーせんきょにせんきゅう しんぱんのひ）は、フジテレビ（FNN系列）で放送された、2009年（平成21年）8月30日の第45回衆議院議員総選挙の選挙特別番組である。サブタイトルは“どこで誰が、未来を変えるのか?”。

## 概要
平日夕方の報道番組『FNNスーパーニュース』、平日朝の情報番組『めざましテレビ』を基幹番組としている。
『24時間テレビ 「愛は地球を救う」』およびNNNの選挙特番『ZERO×選挙2009』を放送するクロスネット局のテレビ大分とテレビ宮崎を除く、FNN系列全国26局ネットで、選挙投開票日の8月30日19:58より放送された。
なお、テレビ宮崎では、第2部の深夜26:05から放送した。

## 出演者
第1部
- MC：安藤優子、石原良純、高島彩
- 開票キャスター：笠井信輔、滝川クリステル
- 特急キャスター：伊藤利尋
- 情報キャスター：長野翼
- コメンテーター：三宅久之（政治評論家）、櫻井よしこ（ジャーナリスト）、飯島勲（元内閣総理大臣秘書官）、東国原英夫（宮崎県知事）、松沢成文（神奈川県知事）
- 中継キャスター：木村太郎（ジャーナリスト）、須田哲夫、野島卓、福原直英、奥寺健、長谷川豊、倉田大誠、田淵裕章、武田祐子、藤村さおり、春日由実、島田彩夏、中野美奈子、中村仁美、秋元優里、大島由香里、生野陽子、加藤綾子、椿原慶子他

第2部
- メインキャスター：黒岩祐治、長野翼

## 放送時間
※すべて日本時間で表記。
- 第1部 19:58 - 24:54
- 第2部 25:55 - 26:35[1]

## その他
- 番組宣伝は、『ザ・ベストハウス123』風と『ターミネーター』風に作られた。
- 各系列局の開票速報を差し替える関係もあって、提供クレジットはネットスポンサーであっても各系列局出しとなっている。
- 関西テレビでは、番組の大半をローカルに差し替えた。今回も同局の看板番組『FNNスーパーニュースアンカー』に加えて土曜昼のバラエティ番組『ナンボDEなんぼ』をベースに制作した。